# Mavis Akoto
Mavis Akoto (* 22. März 1978) ist eine ehemalige ghanaische Leichtathletin, die sich auf den Sprint spezialisiert hat. Ihre größten Erfolge feierte sie mit dem Gewinn einer Bronzemedaille in der 4-mal-100-Meter-Staffel bei den Afrikaspielen 1999 sowie den Afrikameisterschaften 1998.

## Sportliche Laufbahn
Erste internationale Erfahrungen sammelte Mavis Akoto vermutlich im Jahr 1995, als sie bei den Juniorenafrikameisterschaften in Bouaké in 12,53 s den fünften Platz im 100-Meter-Lauf belegte. Zwei Jahre später gelangte sie bei den Juniorenafrikameisterschaften in Ibadan mit 12,93 s auf Rang vier über 100 Meter und 1998 gewann sie bei den Afrikameisterschaften in Dakar in 43,89 s gemeinsam mit Veronica Bawuah, Vida Nsiah und Monica Twum die Bronzemedaille mit der 4-mal-100-Meter-Staffel hinter den Teams aus Nigeria und Madagaskar. Anschließend schied sie bei den Commonwealth Games in Kuala Lumpur mit 24,16 s im Halbfinale im 200-Meter-Lauf aus und belegte mit der Staffel in 43,81 s den vierten Platz. Im Jahr darauf gewann sie bei den Afrikaspielen in Johannesburg in 44,21 s gemeinsam mit Monica Twum, Helena Amoako und Dora Manu erneut die Bronzemedaille hinter Nigeria und Madagaskar. 2000 nahm sie mit der Staffel an den Olympischen Sommerspielen in Sydney teil und schied dort mit neuem Landesrekord von 43,19 s im Halbfinale aus. Daraufhin beendete sie ihre aktive sportliche Karriere im Alter von 22 Jahren.

## Persönliche Bestzeiten
- 100 Meter: 11,76 s (+1,0 m/s), 26. August 2000 in Oordegem
- 200 Meter: 24,09 s (−0,2 m/s), 18. September 1998 in Kuala Lumpur